# Aurélio Paludo Rieger
Aurélio Paludo Rieger est un gardien international brésilien de rink hockey. Il évolue, en 2015, au sein du Sport Recife.

## Palmarès
En 2015, il participe au championnat du monde de rink hockey en France.